# Johann Werner
Johann Werner (Norimberga, 14 febbraio 1468 – Norimberga, maggio 1522) è stato un cartografo, matematico e religioso tedesco.

## Biografia
In cartografia, raffinò e divulgò la proiezione di Werner, una proiezione conica dalla caratteristica forma a cuore, già precedentemente sviluppata da Johannes Stabius (detto Stab) a Vienna intorno al 1500. Dopo che nel 1514 Werner la incluse nel libro Nova translatio primi libri geographiaae C. Ptolemaei, la proiezione di Werner fu ampiamente usata per le mappe del globo e per molte mappe continentali per tutto il XVI e XVII secolo. Fu utilizzata da Mercatore, Oronce Fine, e Abraham Ortelius alla fine del XVI per le mappe dell'Asia e dell'Africa. Durante il XVIII secolo, la proiezione fu soppiantata dalla proiezione di Bonne. Oggigiorno la proiezione di Werner trova impiego solo per scopi dimostrativi e divulgativi.
In campo matematico, lasciò un contributo in trigonometria con le formule di prostaferesi e le formule di Werner. Queste ultime svolgono un ruolo chiave nell'algoritmo di prostaferesi, un metodo per semplificare il calcolo manuale delle moltiplicazioni.
Collaborò con Johannes Stabius alla realizzazione dell'orologio a meridiana solare che si può ammirare sulla chiesa di San Lorenzo a Norimberga.